# Червоная Поляна (Луганская область)
Черво́ная Поля́на (укр. Червона Поляна) — село, относится к Антрацитовскому району Луганской области Украины. До 1923 года называлось Петропавловка, казенное село, центр одноименной волости. В настоящее время находится под контролем Луганской Народной Республики.

## География
Село расположено на истоке реки под названием Луганчик. Также в местности южнее села берёт начало река Большая Каменка. Соседние населённые пункты: сёла Новобулаховка и Круглик на севере, Ореховка (ниже по течению Луганчика) на северо-востоке, Македоновка на востоке, Зеленодольское и Зелёный Курган на юго-востоке, посёлки Колпаково (ниже по Большой Каменке), Щётово и Каменное на юге, Степовое (предместье Антрацита), Лесное, Христофоровка, Мельниково на юго-западе, Орловское, Казаковка, Ивановка на западе, Малониколаевка, Степовое (предместье Петровского) и село Захидное на северо-западе.

## Население
Население по переписи 2001 года составляло 3294 человека.

## Общие сведения
Почтовый индекс — 94662. Телефонный код — 6431. Занимает площадь 11,902 км². Код КОАТУУ — 4420387701.

## Местный совет
94660, Луганская обл., Антрацитовский р-н, с. Червоная Поляна, ул. Первомайская, 6